# Fatshark
Fatshark är en svensk datorspelsutvecklare grundat år 2008 med bas i Stockholm. Företaget har varit inblandade i flera större spelproduktioner i Sverige och släppte sitt första egna spel, Lead and Gold: Gangs of the Wild West, i april 2010.
Företaget Grin var en av Fatsharks större uppdragsgivare tills de gick i konkurs i augusti 2009. Sedan dess fortsatte företaget med att arbeta på egna projekt.
Företagets senaste datorspel är Warhammer: Vermintide 2 som släpptes 2018.

## Utvecklade spel

### Tillsammans med Grin
| Titel                   | År   | Plattform(ar)                                      |
| ----------------------- | ---- | -------------------------------------------------- |
| Bionic Commando Rearmed | 2008 | Microsoft Windows, PlayStation 3, Xbox Live Arcade |
| Bionic Commando         | 2009 | Microsoft Windows, PlayStation 3, Xbox 360         |
| Wanted: Weapons of Fate | 2009 | Microsoft Windows, PlayStation 3, Xbox 360         |
| Terminator: Salvation   | 2009 | Microsoft Windows, PlayStation 3, Xbox 360, iOS    |

### Egna spel
| Titel                                 | År   | Plattform(ar)                      |
| ------------------------------------- | ---- | ---------------------------------- |
| Lead and Gold: Gangs of the Wild West | 2010 | Microsoft Windows, Playstation 3   |
| Bionic Commando Rearmed 2             | 2011 | Playstation 3, Xbox Live Arcade    |
| Hamilton's Great Adventure            | 2011 | Steam, Playstation 3, Android      |
| Krater                                | 2012 | Steam                              |
| War of the Roses                      | 2012 | Steam                              |
| War of the Vikings                    | 2014 | Steam                              |
| Escape Dead Island                    | 2014 | Steam, Playstation 3, Xbox 360     |
| Warhammer: End Times – Vermintide     | 2015 | Steam, Playstation 4, Xbox One     |
| Warhammer: Vermintide 2               | 2018 | Steam, Playstation 4, Xbox One     |
| Warhammer 40,000: Darktide            | 2022 | Microsoft Windows, Xbox Series X/S |

## Andra produkter
- Stone Giant Benchmark/tech-demo utvecklat tillsammans med BitSquid.